# Relais 4 × 100 mètres masculin aux Jeux olympiques d'été de 1948 (athlétisme)
Pour un article plus général, voir Athlétisme aux Jeux olympiques d'été de 1948.
Navigation
Berlin 1936 Helsinki 1952
L'épreuve du relais 4 × 100 mètres masculin aux Jeux olympiques de 1948 s'est déroulée les 6 et 7 août 1948 au Stade de Wembley de Londres, au Royaume-Uni. Elle est remportée par l'équipe des États-Unis (Barney Ewell, Lorenzo Wright, Harrison Dillard et Mel Patton).

## Résultats

### Finale
| Rang               | Pays            | Athlètes                                                    | Temps  |
| ------------------ | --------------- | ----------------------------------------------------------- | ------ |
| Médaille d'or      | États-Unis      | Harrison Dillard, Barney Ewell, Mel Patton, Lorenzo Wright  | 40 s 6 |
| Médaille d'argent  | Grande-Bretagne | John Archer, Jack Gregory, Ken Jones, Alastair McCorquodale | 41 s 3 |
| Médaille de bronze | Italie          | Carlo Monti, Enrico Perucconi, Antonio Siddi, Michele Tito  | 41 s 5 |
| 4                  | Hongrie         | László Bartha, György Csányi, Béla Goldoványi, Ferenc Tima  | 41 s 6 |
| 5                  | Canada          | Ted Haggis, Don McFarlane, James O'Brien, Don Pettie        | 41 s 9 |
| 6                  | Pays-Bas        | Jan Lammers, Jan Meijer, Gabe Scholten, Jo Zwaan            | 41 s 9 |